# باشگاه فوتبال سیدلی یونایتد
باشگاه فوتبال سیدلی یونایتد (به انگلیسی: Sidley United Football Club) یک باشگاه فوتبال در شهر سیدلی، ساسکس غربی، کشور انگلستان است که در سال ۱۹۰۶ میلادی تأسیس شده‌است.